# (37388) 2001 WJ36
2001 WJ36 (asteroide 37388) é um asteroide da cintura principal. Possui uma excentricidade de 0.10739150 e uma inclinação de 8.87281º.
Este asteroide foi descoberto no dia 17 de novembro de 2001 por LINEAR em Socorro.